# Josef Hermoch
Josef Hermoch (12. června 1940 Náchod) je český architekt. Narodil se ve východočeském Náchodě. Vystudoval Fakultu architektury Českého vysokého učení technického v Praze. V Písku navrhl sídliště Logry či fontánu před obchodním domem Racek, kterou osadil sousoším Rýžování zlata na Otavě (1976) sochař Jiří Prachař. S Jiřím Prachařem také realizoval Pomník kolektivizace (1989) v Pluhově Žďáře a Památník osvobození (1985) v Třeboni.